# Telescopio Craig
El telescopio Craig fue un enorme refractor (con una longitud de 25 m y una lente de 63 cm de diámetro, la mayor del mundo en su momento) construido en los años 1850 en Wandsword Commons, actualmente un barrio del sudoeste de Londres. Inaugurado en agosto de 1852 gracias a la iniciativa del reverendo local, John Craig (1805-1877), tuvo una vida efímera debido a sus graves problemas de diseño, siendo desmantelado en 1856. 
Su singular configuración (con la inusual torre cilíndrica de ladrillo que le servía de apoyo y su llamativo tubo en forma de cigarro puro) y sus potenciales capacidades astronómicas para realizar descubrimientos importantes, causaron una gran expectación en su día, cuando se convirtió en el refractor más grande del mundo.
El telescopio empezó a operar en agosto de 1852 y fue utilizado para observar Saturno y para intentar localizar los presuntos satélites de Venus. Sin embargo, su inadecuado diseño y los problemas personales de Craig abocaron a su prematuro cierre cuatro años después.

## Historia
El telescopio se construyó en Wandsword Commons, cerca de Londres (Inglaterra), y fue inaugurado en agosto de 1852 gracias al empeño del reverendo local John Craig, de quien tomó el nombre. Craig, vicario de Leamington, gastó una pequeña fortuna para erigir un telescopio de diseño inusual, cuya lente casi doblaba el tamaño del objetivo del mayor refractor construido hasta entonces.
Fue el telescopio refractor más grande del mundo entre 1852 y 1857. Hasta la puesta en servicio del telescopio Craig, los refractores más grandes eran dos instrumentos de 15 pulgadas (38 cm) construidos por Merz y Mahler de Múnich (la firma de Joseph von Fraunhofer), uno en el Observatorio de Púlkovo en Europa y otro en el Observatorio del Harvard College en América. El telescopio más grande del mundo en aquella época estaba en Irlanda, un reflector de 6 pies (183 cm) de apertura con espejo de speculum propiedad de William Parsons, 3er Conde de Rosse (véase "Leviatán de Parsonstown"). El propio Parsons visitó el telescopio Craig.
La óptica de la lente del objetivo presentó problemas desde que vio su primera luz en el verano de 1852. Craig no consiguió que se corrigiera este problema, por lo que las ambiciosas expectativas del telescopio (inicialmente se pretendía buscar posibles lunas de Venus y confirmar la existencia del tercer anillo de Saturno) tuvieron que pasar a ser objetivos más modestos, realizando observaciones de la Luna y de Saturno. La producción de informes sobre estos asuntos se vio muy condicionada, especialmente por la ya señalada deficiente calidad de las lentes y por los problemas en la vida personal de Craig, que aquel primer año perdió a su hijo único, a su mujer en 1854 y también a su hermano; pasando 6 semanas en prisión en 1856. Todas estas dificultades contribuyeron a la rápida decadencia del telescopio.
La instalación ya estaba desmantelada en 1857, tan solo unos cuatro años después de su inauguración (la torre de ladrillo probablemente sobrevivió hasta 1870). Después del cierre, Craig se dedicó a otros proyectos, incluyendo la apertura de una de las primeras pistas de patinaje cubiertas.
Actualmente una página web (The Craig Telescope. The story of London's Lost Leviathan) funciona como museo online rememorando la breve historia de este singular telescopio.

## Características
Mucho más grande que los telescopios refractores anteriores, su inusual configuración hizo que tuviera desde el principio graves problemas de diseño que dificultaron su uso.
Por las características de su óptica, pertenecía al tipo de instrumento predominante durante el siglo XIX, conocido como "gran refractor". El doblete acromático de su objetivo era una lente con una apertura de 61 cm (2 pies o 24 pulgadas). Fue fabricado por dos constructores distintos: la lente de vidrio flint fue encargada a Chance Brothers, mientras que la lente de vidrio crown fue realizada por la Thames Plate Glass Company. Tenía una longitud focal ajustable de entre 76 y 83 pies (23 y 25 m).
La montura fue diseñada por William Gravatt, configurada sobre una pintoresca torre cilíndrica de ladrillo de 19,5 m de altura y 3,5 m de diámetro, que pesaba 220 toneladas. El tubo del telescopio estaba suspendido aproximadamente por su punto medio mediante una especie de trapecio, que colgaba de la parte superior de la torre. El conjunto podía apuntarse alcalzando entre 5° y 80° sobre la horizontal, pudiendo orientarse hacia cualquier azimut gracias a que la plataforma inferior de madera (donde se situaba el observador), estaba montada sobre unos railes de ferrocarril que describían una circunferencia alrededor de la torre. El sistema de cables, poleas y contrapesos dispuesto para orientar el telescopio podía soportar hasta 15 toneladas de peso. En el diseño de todo el conjunto se tomaron medidas para evitar al máximo que se produjeran vibraciones. 
El tubo del telescopio era una pieza cilíndrica de sección variable (13 pies de circunferencia máxima; equivalentes a 1,25 m de diámetro) de 24,5 m de longitud, fabricada por la empresa Messrs Rennie con piezas de hierro pudelado roblonadas entre sí. Pesaba unas tres toneladas, y presentaba una inusual forma de cigarro puro porque su parte central se había engrosado para reforzar la zona de apoyo en la montura suspendida sobre la que basculaba. El interior del tubo había sido pintado de negro, mientras que por su parte exterior conservaba su color metálico original.

## Lecturas relacionadas
- Google Books "Craig telescope"